# Ctenolophon
Ctenolophon — єдиний рід із родини квіткових рослин Ctenolophonaceae Він має два визнаних види:
- Ctenolophon englerianus Mildbr. — Центральна Африка (Нігерія, Габон, Заїр, Ангола)
- Ctenolophon parvifolius Oliv. — Нова Гвінея та Південно-Східна Азія (Таїланд, Малайзія, Борнео, Суматра, Філіппіни)